# The Angel of Contention
The Angel of Contention er en amerikansk stumfilm fra 1914 af John B. O'Brien.

## Medvirkende
- Lillian Gish som Nettie.
- Spottiswoode Aitken.
- George Siegmann som Magoon.
- Raoul Walsh som Jack Colter.